# Stenetrium zanzibarica
Stenetrium zanzibarica là một loài chân đều trong họ Stenetriidae. Loài này được Kensley & Schotte miêu tả khoa học năm 2002.